# Kulturbaufonds München
Der Kulturbaufonds München ist ein Verein, der am 19. Februar 1946 gegründet wurde, um den Wiederaufbau der zerstörten Stadt und ihrer Kunst- und Kulturdenkmäler zu fördern.
Initiiert wurde dieser Verein, das volkstümliche Gegenstück zu den elitär-intellektuell geprägten Freunden der Residenz, von dem damaligen Oberbürgermeister Karl Scharnagl und der Industrie- und Handelskammer Oberbayern.
Ziel war es, durch das Einwerben von Spenden, den Verkauf von Kunstblättern, Lotterien und Postkartenaktionen Finanzmittel zu sammeln, mit denen zunächst der Palais Preysing, die St. Matthäus-Kirche, die Propyläen, das Siegestor, der Wittelsbacher-Brunnen, Rindermarkt-Brunnen, der Fischbrunnen am Marienplatz sowie das Kriegerdenkmal vor dem Armeemuseum gesichert und instand gesetzt werden konnte. Die Finanzen der Stadt waren in der unmittelbaren Nachkriegszeit vor allem durch den Wohnungsbau gebunden.
Nach der Währungsreform am 18. Juni 1948 verlor der Verein etwa ein Drittel des Vereinsvermögens und geriet dafür in die Kritik, die Spendengelder nicht rechtzeitig verwendet zu haben.
Der Fonds existiert heute noch und ist im Baureferat der Stadtverwaltung angesiedelt.